# 韦朕
韦朕（1997年7月16日—），綽號韦神、GodV、高德伟，中国大陆电子竞技选手，毕业于湖南省中等职业学校。曾为《英雄联盟》LGD战队的中单选手，现为《绝地求生》4AM战队选手。目前在直播平台虎牙直播上直播。

## 职业生涯

### 英雄联盟时期
2012年9月，韦朕加入VG战队。2014年5月，转会LGD战队。2015年4月，获得LPL春季赛亚军。同年8月，获得LPL夏季赛冠军。
2015年10月，英雄联盟2015赛季全球总决赛时，韦朕在LGD对阵KT的比赛中犯下了反向使用技能的失误，被调侃为“反向Q”（Q为游戏中技能按键），遭到众多非议。

### 绝地求生时期
2016年1月1日，韦朕与斗鱼签约直播，後來跳槽至虎牙直播，遭到斗鱼起訴違約跳槽。韋朕反訴斗鱼拖欠其工资344.70万元。
2017年10月，韦朕宣布由《英雄联盟》游戏退役，并转型为《绝地求生》职业选手，成立4AM战队。同月，获得香蕉计划国际邀请赛亚军。同年11月，获得G-STAR亚洲邀请赛亚军。
2018年1月，4AM战队获2017中国游戏风云榜之“年度新锐电竞战队奖”。同月，4AM战队获“2017虎牙直播年度最具影响力战队奖”。
2018年3月，在乌克兰基辅举行的“SLI绝地求生全球群星联赛S1”中，取得总成绩第八的成绩（共16支队伍参赛），此亦是中国地区战队的最好成绩。
2018年6月，获得PCPI 1中国区官方邀请赛TPP模式冠军，并取得2018年7月PGI世界赛资格。
2018年7月，PUBG官方在德国举行第一届PGI世界赛，4AM战队最终获得TPP模式-第13名、FPP模式-第14名。
2018年8月，获得SLi絕地求生全球群星聯賽S2-第6名，此亦是中国地区战队的最好成绩。SLi联赛因PUBG官方停止授权，故其S3暂时无法举办。
2019年4月，获得FGS伦敦全球巅峰赛第7名。
2019年6月，获得绝地求生中国赛区PCL春季赛第六名。
2019年9月，获得绝地求生中国赛区PCL夏季赛冠军。
2019年10月，获得绝地求生中国赛区大师赛第六名。
2019年11月，在绝地求生全球总决赛PGC比赛中，4am以小组赛第二名，半决赛第三名的成绩，成功进入总决赛。最终，在美国加州奥克兰甲骨文赛场，4am以99分的总积分获得第三名。
2019年12月30日，湖北省高级人民法院判定韦朕在與斗魚合同期内跳槽虎牙的行为屬於故意根本违约，一审判决韦朕向斗魚支付违约金8522万元，后终审韦朕胜诉，改为斗魚要向韦朕赔偿欠薪247万元。

## 个人生活
2020年6月8日，韦朕微博宣布与相恋好几年的女朋友翁槿萱结婚。